# アウターウェア
アウターウェア（英: outerwear、外衣）は、屋外または外側に着用する衣服の総称。単にアウターということもある。
日本語の上着（うわぎ）にも相当するが、英語のouterwearには上半身に着用するという区分はない。
現代では、本来アウターウェアではなかった被服をアウターウェアとして着用することがある。その代表的なものとして、ワイシャツやキャミソールがあげられる。